# 경기도의 마천루 목록
대한민국 경기도의 마천루 목록이다. 대한민국의 「초고층 및 지하연계 복합건축물 재난관리에 관한 특별법」에 따르면 '초고층 건축물' 이란 층수가 50층 이상 또는 높이가 200m 이상인 건축물을 말한다.

## 가장 높은 마천루
본 목록은 완공되었거나, 상량식을 끝낸 마천루이다.
| 순위 | 이름                                   | 사진 | 위치              | 높이 | 층수 | 완공 연도 | 비고 |
| ---- | -------------------------------------- | ---- | ----------------- | ---- | ---- | --------- | --- |
| 1    | 메타폴리스 타워 A동                    |      | 화성시 동탄동     | 249m | 66층 | 2010년    | 2010년 당시, 메타폴리스가 완공될 때 경기도에서 가장 높은 마천루가 되었고 화성에서 가장 높은 마천루가 되었다. |
| 2    | 메타폴리스 타워 D동                    |      | 화성시 동탄동     | 247m | 66층 | 2010년    | [ 4 ] [ 5 ] [ 6 ]                                                                                            |
| 3=   | 리첸시아 타워 A동                      |      | 부천시 원미구     | 241m | 66층 | 2012년    | 현재 부천시에서 가장 높은 마천루이다.                                                                        |
| 3=   | 리첸시아 타워 B동                      |      | 부천시 원미구     | 241m | 66층 | 2012년    | [ 10 ] [ 11 ] [ 12 ]                                                                                         |
| 5    | 일산 위브 더 제니스 타워 105동         |      | 고양시 일산서구   | 230m | 59층 | 2013년    | [ 13 ] [ 14 ] [ 15 ]                                                                                         |
| 6=   | 일산 요진 와이시티 103동               |      | 고양시 일산동구   | 230m | 59층 | 2016년    | [ 16 ] [ 17 ] [ 18 ]                                                                                         |
| 6=   | 일산 요진 와이시티 104동               |      | 고양시 일산동구   | 230m | 59층 | 2016년    | [ 19 ] [ 20 ] [ 21 ]                                                                                         |
| 6=   | 일산 요진 와이시티 105동               |      | 고양시 일산동구   | 230m | 59층 | 2016년    | [ 22 ] [ 23 ] [ 24 ]                                                                                         |
| 9    | 일산 요진 와이시티 102동               |      | 고양시 일산동구   | 225m | 58층 | 2016년    | [ 25 ] [ 26 ] [ 27 ]                                                                                         |
| 10=  | 일산 위브 더 제니스 타워 104동         |      | 고양시 일산서구   | 224m | 57층 | 2013년    | [ 28 ] [ 29 ] [ 30 ]                                                                                         |
| 10=  | 메타폴리스 타워 B동                    |      | 화성시 동탄동     | 224m | 60층 | 2010년    | [ 31 ] [ 32 ] [ 33 ]                                                                                         |
| 12=  | 일산 요진 와이시티 106동               |      | 고양시 일산동구   | 215m | 57층 | 2016년    | [ 34 ] [ 35 ] [ 36 ]                                                                                         |
| 12=  | 일산 위브 더 제니스 타워 102동         |      | 고양시 일산서구   | 215m | 54층 | 2013년    | [ 37 ] [ 38 ] [ 39 ]                                                                                         |
| 12=  | 일산 위브 더 제니스 타워 103동         |      | 고양시 일산서구   | 215m | 55층 | 2013년    | [ 40 ] [ 41 ] [ 42 ]                                                                                         |
| 12=  | 일산 위브 더 제니스 타워 106동         |      | 고양시 일산서구   | 215m | 54층 | 2013년    | [ 43 ] [ 44 ] [ 45 ]                                                                                         |
| 16   | 일산 요진 와이시티 101동               |      | 고양시 일산동구   | 214m | 55층 | 2016년    | [ 46 ] [ 47 ] [ 48 ]                                                                                         |
| 17=  | 일산 위브 더 제니스 타워 101동         |      | 고양시 일산서구   | 212m | 53층 | 2013년    | [ 49 ] [ 50 ] [ 51 ]                                                                                         |
| 17=  | 일산 위브 더 제니스 타워 107동         |      | 고양시 일산서구   | 212m | 53층 | 2013년    | [ 52 ] [ 53 ] [ 54 ]                                                                                         |
| 19   | 일산 위브 더 제니스 타워 108동         |      | 고양시 일산서구   | 206m | 51층 | 2013년    | [ 55 ] [ 56 ] [ 57 ]                                                                                         |
| 20   | 메타폴리스 타워 C동                    |      | 화성시 동탄동     | 203m | 55층 | 2010년    | [ 58 ] [ 59 ] [ 60 ]                                                                                         |
| 21   | 삼성 R4 타워                           |      | 수원시 영통구     | 185m | 37층 | 2005년    | [ 61 ] [ 62 ]                                                                                                |
| 22=  | 금강펜테리움 IX타워 A동                |      | 화성시 영천동     | 183m | 38층 | 2021년    | [ 63 ] |
| 22=  | 금강펜테리움 IX타워 B동                |      | 화성시 영천동     | 183m | 38층 | 2021년    | [ 64 ] |
| 24   | 평촌 푸르지오 센트럴파크 101동         |      | 안양시 동안구     | 177m | 48층 | 2024년    | 현재 안양시에서 가장 높은 마천루이다.                                                                        |
| 25=  | 동탄역 롯데캐슬 102동                  |      | 화성시 동탄동     | 176m | 49층 | 2021년    | [ 66 ] |
| 25=  | 동탄역 롯데캐슬 103동                  |      | 화성시 동탄동     | 176m | 49층 | 2021년    | [ 67 ] |
| 27   | 광교SK뷰레이크타워 오피스동            |      | 수원시 영통구     | 175m | 41층 | 2019년    | [ 68 ] |
| 28=  | 동탄역 롯데캐슬 101동                  |      | 화성시 동탄동     | 173m | 49층 | 2021년    | [ 69 ] |
| 28=  | 동탄역 롯데캐슬 104동                  |      | 화성시 동탄동     | 173m | 49층 | 2021년    | [ 70 ] |
| 30   | 흥덕IT밸리                             |      | 용인시 기흥구     | 173m | 40층 | 2013년    | [ 71 ] |
| 31=  | 힐스테이트 중동 101동                  |      | 부천시 원미구     | 172m | 49층 | 2022년    | [ 72 ] |
| 31=  | 힐스테이트 중동 102동                  |      | 부천시 원미구     | 172m | 49층 | 2022년    | [ 73 ] |
| 31=  | 힐스테이트 중동 103동                  |      | 부천시 원미구     | 172m | 49층 | 2022년    | [ 74 ] |
| 31=  | 힐스테이트 중동 104동                  |      | 부천시 원미구     | 172m | 49층 | 2022년    | [ 75 ] |
| 31=  | 힐스테이트 중동 105동                  |      | 부천시 원미구     | 172m | 49층 | 2022년    | [ 76 ] |
| 31=  | 힐스테이트 중동 106동                  |      | 부천시 원미구     | 172m | 49층 | 2022년    | [ 77 ] |
| 37=  | 여주 KCC스위첸 101동                   |      | 여주시 천송동     | 171m | 49층 | 2019년    | [ 78 ] |
| 37=  | 여주 KCC스위첸 102동                   |      | 여주시 천송동     | 171m | 49층 | 2019년    | [ 79 ] |
| 39=  | 신중동역 랜드마크 푸르지오 시티 101동  |      | 부천시 원미구     | 171m | 49층 | 2022년    | [ 80 ] |
| 39=  | 신중동역 랜드마크 푸르지오 시티 102동  |      | 부천시 원미구     | 171m | 49층 | 2022년    | [ 80 ] |
| 41   | 포레나 광교 103동                      |      | 수원시 영통구     | 170m | 47층 | 2020년    | [ 81 ] |
| 42=  | 힐스테이트 삼송역 102동                |      | 고양시 덕양구     | 168m | 49층 | 2019년    | [ 82 ] |
| 42=  | 힐스테이트 삼송역 103동                |      | 고양시 덕양구     | 168m | 49층 | 2019년    | [ 83 ] |
| 42=  | 힐스테이트 삼송역 104동                |      | 고양시 덕양구     | 168m | 49층 | 2019년    | [ 84 ] |
| 42=  | 힐스테이트 범계역 모비우스 101동       |      | 안양시 동안구     | 168m | 43층 | 2021년    | [ 85 ] |
| 42=  | 힐스테이트 범계역 모비우스 102동       |      | 안양시 동안구     | 168m | 43층 | 2021년    | [ 85 ] |
| 47=  | 힐스테이트 고덕 센트럴 101동           |      | 평택시 고덕동     | 167m | 49층 | 2024년    | 현재 평택시에서 가장 높은 마천루이다.                                                                        |
| 47=  | 힐스테이트 고덕 센트럴 102동           |      | 평택시 고덕동     | 167m | 49층 | 2024년    | 현재 평택시에서 가장 높은 마천루이다.                                                                        |
| 47=  | 힐스테이트 고덕 센트럴 103동           |      | 평택시 고덕동     | 167m | 49층 | 2024년    | 현재 평택시에서 가장 높은 마천루이다.                                                                        |
| 47=  | 힐스테이트 고덕 스카이 시티 101동      |      | 평택시 고덕동     | 167m | 49층 | 2024년    | [ 89 ] |
| 47=  | 힐스테이트 고덕 스카이 시티 102동      |      | 평택시 고덕동     | 167m | 49층 | 2024년    | [ 90 ] |
| 47=  | 힐스테이트 고덕 스카이 시티 103동      |      | 평택시 고덕동     | 167m | 49층 | 2024년    | [ 91 ] |
| 47=  | 힐스테이트 금정역 201동                |      | 군포시 금정동     | 167m | 49층 | 2022년    | 현재 군포시에서 가장 높은 마천루이다.                                                                        |
| 54=  | 삼성 R3 타워                           |      | 수원시 영통구     | 166m | 27층 | 2001년    | [ 93 ] |
| 54=  | 브로멕스 타워                          |      | 고양시 일산서구   | 166m | 38층 | 2019년    | [ 94 ] |
| 54=  | 동탄역 유림노르웨이숲 아파트 101동     |      | 화성시 동탄동     | 166m | 49층 | 2021년    | [ 95 ] |
| 54=  | 동탄역 유림노르웨이숲 아파트 102동     |      | 화성시 동탄동     | 166m | 49층 | 2021년    | [ 96 ] |
| 58=  | 의정부역 스카이 자이 101동             |      | 의정부시 의정부동 | 165m | 49층 | 2024년    | [ 97 ] |
| 58=  | 의정부역 스카이 자이 102동             |      | 의정부시 의정부동 | 165m | 49층 | 2024년    | [ 97 ] |
| 60=  | 평촌 푸르지오 센트럴파크 102동         |      | 안양시 동안구     | 165m | 42층 | 2024년    | [ 98 ] |
| 60=  | 평촌 푸르지오 센트럴파크 103동         |      | 안양시 동안구     | 165m | 42층 | 2024년    | [ 99 ] |
| 60=  | 힐스테이트 금정역 102동                |      | 군포시 금정동     | 165m | 49층 | 2022년    | [ 100 ] |
| 60=  | 힐스테이트 금정역 103동                |      | 군포시 금정동     | 165m | 49층 | 2022년    | [ 101 ] |
| 60=  | 중동 센트럴파크 푸르지오 103동         |      | 부천시 원미구     | 165m | 49층 | 2019년    | [ 102 ] |
| 60=  | 중동 센트럴파크 푸르지오 104동         |      | 부천시 원미구     | 165m | 49층 | 2019년    | [ 103 ] |
| 60=  | 이천 롯데캐슬 골드 스카이 101동        |      | 이천시 안흥동     | 165m | 49층 | 2018년    | 현재 이천시에서 가장 높은 마천루이다.                                                                        |
| 60=  | 이천 롯데캐슬 골드 스카이 102동        |      | 이천시 안흥동     | 165m | 49층 | 2018년    | [ 105 ] |
| 60=  | 동탄역 반도유보라 아이비파크 7.0 102동 |      | 화성시 동탄동     | 165m | 48층 | 2019년    | [ 106 ] |
| 60=  | 동탄역 반도유보라 아이비파크 7.0 103동 |      | 화성시 동탄동     | 165m | 48층 | 2019년    | [ 107 ] |
| 60=  | 중동 센트럴파크 푸르지오 105동         |      | 부천시 원미구     | 165m | 49층 | 2019년    | [ 108 ] |
| 60=  | 중동 센트럴파크 푸르지오 106동         |      | 부천시 원미구     | 165m | 49층 | 2019년    | [ 109 ] |
| 72=  | 동탄2신도시 동탄역 디에트르 101동      |      | 화성시 오산동     | 164m | 49층 | 2025년    | |
| 72=  | 동탄2신도시 동탄역 디에트르 102동      |      | 화성시 오산동     | 164m | 49층 | 2025년    | |
| 72=  | 동탄2신도시 동탄역 디에트르 103동      |      | 화성시 오산동     | 164m | 49층 | 2025년    | |
| 72=  | 동탄2신도시 동탄역 디에트르 104동      |      | 화성시 오산동     | 164m | 49층 | 2025년    | |
| 76   | 포레나 광교 101동                      |      | 수원시 영통구     | 164m | 45층 | 2020년    | [ 110 ] |
| 77=  | 광교 더샵 레이크시티 101동             |      | 수원시 영통구     | 163m | 49층 | 2022년    | [ 111 ] |
| 77=  | 힐스테이트 삼송역 101동                |      | 고양시 덕양구     | 163m | 48층 | 2019년    | [ 112 ] |
| 77=  | 힐스테이트 일산 103동                  |      | 고양시 일산서구   | 163m | 48층 | 2019년    | [ 113 ] |
| 77=  | 힐스테이트 일산 104동                  |      | 고양시 일산서구   | 163m | 48층 | 2019년    | [ 114 ] |
| 81=  | 힐스테이트 금정역 101동                |      | 군포시 금정동     | 162m | 49층 | 2022년    | [ 115 ] |
| 81=  | 중동 센트럴파크 푸르지오 101동         |      | 부천시 원미구     | 162m | 49층 | 2019년    | [ 116 ] |
| 81=  | 중동 센트럴파크 푸르지오 102동         |      | 부천시 원미구     | 162m | 49층 | 2019년    | [ 117 ] |
| 81=  | 광교 아이파크 101동                    |      | 수원시 영통구     | 162m | 49층 | 2018년    | [ 118 ] |
| 81=  | 광교 아이파크 104동                    |      | 수원시 영통구     | 162m | 49층 | 2018년    | [ 119 ] |
| 81=  | 동탄역 반도유보라 아이비파크 7.0 104동 |      | 화성시 동탄동     | 162m | 48층 | 2019년    | [ 120 ] |
| 81=  | 동탄역 반도유보라 아이비파크 7.0 101동 |      | 화성시 동탄동     | 162m | 47층 | 2019년    | [ 121 ] |
| 88   | 광교 푸르지오 월드마크 101동           |      | 수원시 영통구     | 161m | 48층 | 2015년    | [ 122 ] |
| 89=  | 동탄호수공원 대방 엘리움파크 101동     |      | 화성시 오산동     | 160m | 48층 | 2024년    | [ 123 ] |
| 89=  | 동탄호수공원 대방 엘리움파크 102동     |      | 화성시 오산동     | 160m | 48층 | 2024년    | [ 124 ] |
| 89=  | 광교 더샵 레이크시티 102동             |      | 수원시 영통구     | 160m | 49층 | 2022년    | [ 125 ] |
| 89=  | 광교 더샵 레이크시티 103동             |      | 수원시 영통구     | 160m | 49층 | 2022년    | [ 126 ] |
| 89=  | 힐스테이트 광교 102동                  |      | 수원시 영통구     | 160m | 49층 | 2018년    | [ 127 ] |
| 89=  | 힐스테이트 광교 103동                  |      | 수원시 영통구     | 160m | 49층 | 2018년    | [ 128 ] |
| 89=  | 힐스테이트 광교 104동                  |      | 수원시 영통구     | 160m | 49층 | 2018년    | [ 129 ] |
| 89=  | 원흥역 푸르지오 101동                  |      | 고양시 덕양구     | 160m | 49층 | 2021년    | [ 130 ] |
| 89=  | 원흥역 푸르지오 102동                  |      | 고양시 덕양구     | 160m | 49층 | 2021년    | [ 131 ] |
| 89=  | 원흥역 푸르지오 103동                  |      | 고양시 덕양구     | 160m | 49층 | 2021년    | [ 132 ] |
| 89=  | 힐스테이트 일산 101동                  |      | 고양시 일산서구   | 160m | 48층 | 2019년    | [ 133 ] |
| 89=  | 힐스테이트 일산 102동                  |      | 고양시 일산서구   | 160m | 48층 | 2019년    | [ 134 ] |

## 구조물
| 이름          | 사진 | 위치          | 높이 | 층수 | 완공 연도 | 비고    |
| ------------- | ---- | ------------- | ---- | ---- | --------- | ------- |
| 아르피아 타워 |      | 용인시 수지구 | 106m | 3층  | 2012년    | [ 135 ] |
| 구리타워      |      | 구리시 수택동 | 100m | 2층  | 2001년    | [ 136 ] |

## 미완공 마천루

### 공사중인 마천루
이 목록은 현재 경기도에서 공사가 진행중인 마천루이다.
| 이름                     | 상태   | 위치          | 높이 | 층수 | 완공 예정  | 비고                                         |
| ------------------------ | ------ | ------------- | ---- | ---- | ---------- | -------------------------------------------- |
| 평택 오션센트럴비즈      | 공사중 | 평택시 포승읍 | 178m | 40층 | 2026년     | [ 137 ]                                      |
| 힐스테이트 더 운정 103동 | 공사중 | 파주시 와동동 | 172m | 49층 | 2025년 8월 | 완공되면 파주시에서 가장 높은 마천루가 된다. |
| 힐스테이트 더 운정 104동 | 공사중 | 파주시 와동동 | 172m | 49층 | 2025년 8월 | 완공되면 파주시에서 가장 높은 마천루가 된다. |
| 힐스테이트 더 운정 105동 | 공사중 | 파주시 와동동 | 172m | 49층 | 2025년 8월 | 완공되면 파주시에서 가장 높은 마천루가 된다. |
| 힐스테이트 더 운정 106동 | 공사중 | 파주시 와동동 | 172m | 49층 | 2025년 8월 | 완공되면 파주시에서 가장 높은 마천루가 된다. |
| 힐스테이트 더 운정 107동 | 공사중 | 파주시 와동동 | 172m | 49층 | 2025년 8월 | 완공되면 파주시에서 가장 높은 마천루가 된다. |
| 힐스테이트 더 운정 108동 | 공사중 | 파주시 와동동 | 172m | 49층 | 2025년 8월 | 완공되면 파주시에서 가장 높은 마천루가 된다. |
| 힐스테이트 더 운정 109동 | 공사중 | 파주시 와동동 | 172m | 49층 | 2025년 8월 | 완공되면 파주시에서 가장 높은 마천루가 된다. |
| 힐스테이트 더 운정 110동 | 공사중 | 파주시 와동동 | 172m | 49층 | 2025년 8월 | 완공되면 파주시에서 가장 높은 마천루가 된다. |
| 힐스테이트 더 운정 112동 | 공사중 | 파주시 와동동 | 172m | 49층 | 2025년 8월 | 완공되면 파주시에서 가장 높은 마천루가 된다. |
| 힐스테이트 더 운정 113동 | 공사중 | 파주시 와동동 | 172m | 49층 | 2025년 8월 | 완공되면 파주시에서 가장 높은 마천루가 된다. |
| 힐스테이트 더 운정 111동 | 공사중 | 파주시 와동동 | 168m | 48층 | 2025년 8월 | [ 148 ]                                      |
| 힐스테이트 더 운정 102동 | 공사중 | 파주시 와동동 | 165m | 44층 | 2025년 8월 | [ 149 ]                                      |
| 힐스테이트 더 운정 101동 | 공사중 | 파주시 와동동 | 160m | 41층 | 2025년 8월 | [ 150 ]                                      |

### 계획중인 마천루
이 목록은 현재 경기도에서 계획이 진행중인 마천루이다.
| 이름                        | 위치            | 높이 | 층수 | 완공 예정 | 비고            |
| --------------------------- | --------------- | ---- | ---- | --------- | --------------- |
| CJ라이브시티 랜드마크 타워  | 고양시 일산동구 | 370m | 88층 | -         | [ 151 ] [ 152 ] |
| 구리월드디자인센터 1        | 구리시 수택동   | 228m | 69층 | -         |                 |
| 구리월드디자인센터 2        | 구리시 수택동   | 204m | 58층 | -         |                 |
| 메타폴리스 2단계 랜드마크 1 | 화성시 동탄동   | -    | 77층 | -         |                 |
| 메타폴리스 2단계 랜드마크 2 | 화성시 동탄동   | -    | 77층 | -         |                 |
| 메타폴리스 2단계 랜드마크 3 | 화성시 동탄동   | -    | 77층 | -         |                 |
| 메타폴리스 2단계 랜드마크 4 | 화성시 동탄동   | -    | 77층 | -         |                 |
| 부천영상문화단지 호텔       | 부천시 원미구   | -    | 70층 | -         |                 |
| 나리벡시티 아파트 101동     | 의정부시 자금동 | -    | 45층 | -         |                 |
| 나리벡시티 아파트 102동     | 의정부시 자금동 | -    | 45층 | -         |                 |
| 나리벡시티 아파트 103동     | 의정부시 자금동 | -    | 45층 | -         |                 |
| 나리벡시티 아파트 104동     | 의정부시 자금동 | -    | 45층 | -         |                 |

### 승인 또는 제안된 마천루
이 목록은 현재 경기도에서 승인 또는 제안된 마천루이다.
| 이름               | 위치          | 높이 | 층수 | 완공 예정 | 비고 |
| ------------------ | ------------- | ---- | ---- | --------- | ---- |
| 구리 랜드마크 타워 | 구리시 인창동 | 180m | 49층 | 2024년    | 제안 |

### 취소된 마천루
현재 경기도에 건설이 취소된 177m 이상의 마천루이다.
| 이름                             | 위치              | 높이 | 층수  | 비고    |
| -------------------------------- | ----------------- | ---- | ----- | ------- |
| 브로멕스 킨텍스 타워             | 고양시 일산서구   | 450m | 100층 |         |
| 안양시청                         | 안양시            | 438m | 82층  |         |
| 용인 와이 리조트                 | 용인시 처인구     | 390m | 88층  |         |
| 광교 비즈니스 파크 랜드마크 타워 | 경기도 수원시     | 320m | 80층  | [ 154 ] |
| 한류월드 국제 비즈니스 센터      | 고양시 일산동구   | 250m | 50층  |         |
| 광교 에콘힐                      | 수원시 영통구     | 250m | 68층  | [ 155 ] |
| 녹양역 스카이59 101동            | 의정부시 가능동   | 194m | 59층  |         |
| 녹양역 스카이59 102동            | 의정부시 가능동   | 194m | 59층  |         |
| 녹양역 스카이59 103동            | 의정부시 가능동   | 194m | 59층  |         |
| 녹양역 스카이59 104동            | 의정부시 가능동   | 194m | 59층  |         |
| 녹양역 스카이59 105동            | 의정부시 가능동   | 194m | 59층  |         |
| 녹양역 스카이59 106동            | 의정부시 가능동   | 194m | 59층  |         |
| 녹양역 스카이59 107동            | 의정부시 가능동   | 194m | 59층  |         |
| 녹양역 스카이59 108동            | 의정부시 가능동   | 194m | 59층  |         |
| 평택 위너스시티 101동            | 평택시 평택동     | 190m | 59층  |         |
| 평택 위너스시티 102동            | 평택시 평택동     | 190m | 59층  |         |
| 평택 위너스시티 103동            | 평택시 평택동     | 190m | 59층  |         |
| 평택 위너스시티 104동            | 평택시 평택동     | 190m | 59층  |         |
| 의정부역 펠리스타워 101동        | 의정부시 의정부동 | 185m | 55층  |         |
| 의정부역 펠리스타워 104동        | 의정부시 의정부동 | 185m | 55층  |         |
| 의정부역 펠리스타워 105동        | 의정부시 의정부동 | 185m | 55층  |         |
| 평택 위너스시티 201동            | 평택시 평택동     | 180m | 49층  |         |
| 의정부역 펠리스타워 102동        | 의정부시 의정부동 | 177m | 49층  |         |
| 의정부역 펠리스타워 103동        | 의정부시 의정부동 | 177m | 49층  |         |
| 의정부역 펠리스타워 106동        | 의정부시 의정부동 | 177m | 49층  |         |

## 역대 최고층 마천루
2001년부터 현재까지의 대한민국 경기도의 최고층 마천루 목록이다.
| 이름                | 사진 | 위치          | 높이 | 층수 | 완공 년도 | 비고              |
| ------------------- | ---- | ------------- | ---- | ---- | --------- | ----------------- |
| 삼성 R3 타워        |      | 수원시 영통구 | 166m | 27층 | 2001년    | [ 156 ]           |
| 삼성 R4 타워        |      | 수원시 영통구 | 185m | 38층 | 2005년    | [ 61 ] [ 62 ]     |
| 메타폴리스 타워 A동 |      | 화성시 동탄동 | 249m | 66층 | 2010년    | [ 1 ] [ 2 ] [ 3 ] |

## 같이 보기
- 경기도
- 마천루 목록
- 아시아의 마천루 목록
- 대한민국의 마천루 목록